# Тарашевський Сергій Олександрович
Сергій Олександрович Тарашевський (нар. 4 грудня 1970, місто Тернопіль) — український діяч, в.о. голови Тернопільської обласної ради з 23 листопада 2012 по 31 жовтня 2013 року.

## Життєпис
У 1987—1992 роках — колгоспник колгоспу «Грабовецький» Тернопільського району Тернопільської області.
У 1992 році закінчив Львівський зооветеринарний інститут, ветеринарний лікар.
У 1992—1993 роках — ветеринарний санітар колгоспу «Грабовецький» Тернопільського району Тернопільської області.
У 1993—1996 роках — ветеринарний лікар ПТ «Майя» Пустомитівського району Львівської області.
У 1996—2000 роках — директор СМП «Ровекс» у місті Тернополі.
У 2000—2006 роках — радник з питань фінансово-господарської діяльності, голова правління корпорації «Ровекс» у місті Тернополі.
У 2006—2009 роках — депутат Тернопільської міської ради від БЮТ.
З 2009 року — депутат Тернопільської обласної ради від партії «Єдиний центр»; перший заступник голови Тернопільської обласної ради.
З 23 листопада 2012 по 31 жовтня 2013 року — виконувач обов'язків голови Тернопільської обласної ради.
Потім працював головою правління Приватного Акціонерного Товариства «Овочторг» у Тернополі.
Член Президії, член Політичної Ради політичної партії «Команда Андрія Балоги» (колишній «Єдиний Центр»).